# Világ teremtéséről szóló monda
A világ teremtéséről szóló monda a folklórban előforduló dualisztikus eredetmagyarázó monda egy fajtájának megnevezése.

## Cselekménye
Isten az ördög segítségével teremti a világot. Kezdetben csak víz volt, Isten leküldi az ördögöt a víz alá, hozzon fel homokot. Harmadjára sikerül csak, mert mire felérne, a víz kimossa az ördög keze közül a homokot. A földet meggyúrják, rálépnek, majd megpihennek. Az alvó Istent le akarja taszítani az ördög a vízbe, de nem sikerül neki, mert amerre csak löki, megnő a föld. Néhány változatban teremtenek csak embert (lásd:ember teremtésének mondája).

## Eredete, változatai
Ősi képzeten alapul. A föld teremtése a vízből felhozott homokból ismert motívum az észak-amerikai indiánoknál is. Ugyanez a motívum finnugor népeknél, Kisázsiában, a Balkánon és az oroszoknál is ismert, ezeknél már szerepet játszik az Isten – ördög dualizmus is. A magyar változatok csak a 20. században kerültek elő, egy kivételével csángóktól és bukovinai székelyektől származnak. Nagy hasonlóságot mutatnak a bolgár teremtésmondákkal és az uralaltáji népek mondáival.